# 阿顿神庙

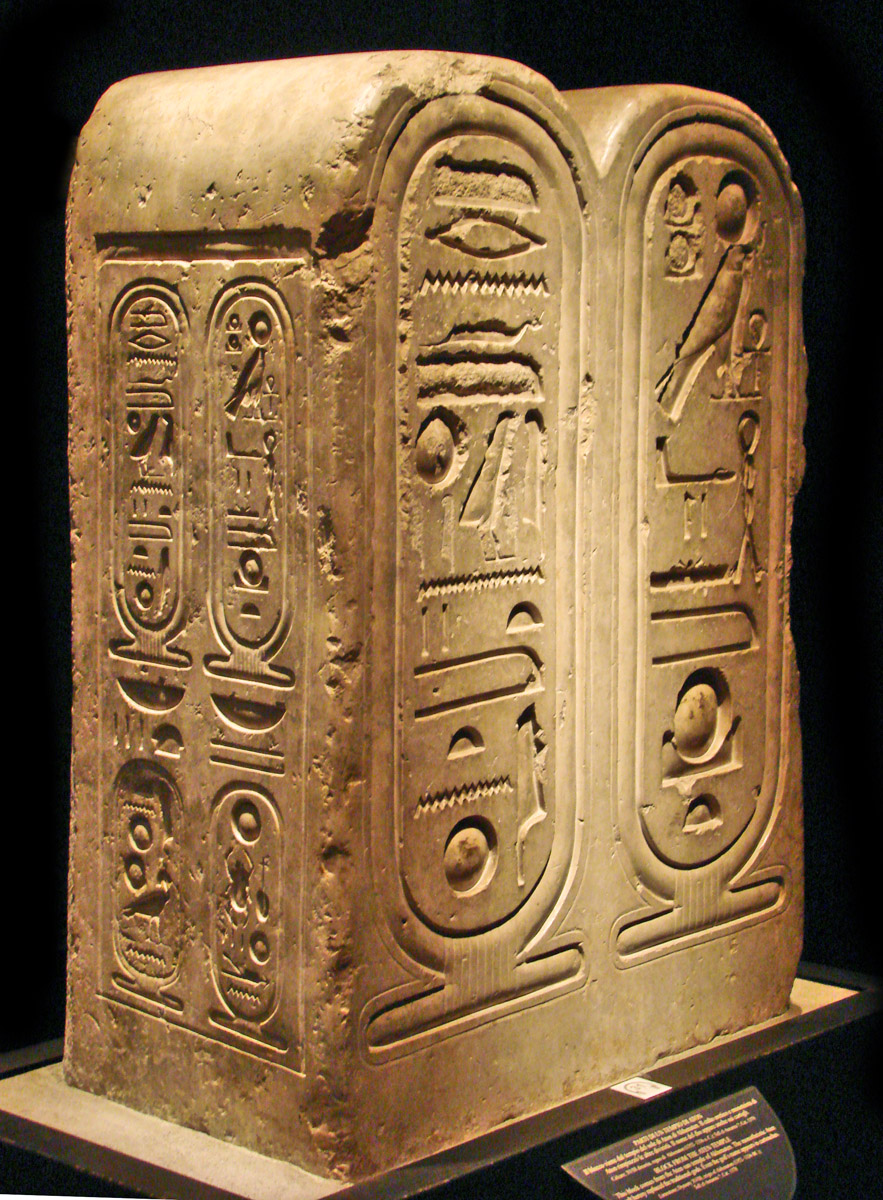
阿顿神庙的残存石碑

阿顿神庙 （Great Temple of the Aten）位于埃及古都阿玛纳。在第十八王朝法老阿肯那顿统治时期（c. 1353-1336 BCE），它是阿顿神崇拜的主要场所。阿肯那顿通过建立信奉日盘神阿顿的全新信仰为古埃及历史带来了一段独一无二的时期：他取消了对传统神祇的崇拜（如阿蒙·拉），转而崇拜作为太阳神的阿顿神并开创了一个全新的一神教的短暂时代。在该信仰中，阿肯那顿与其妻子娜芙蒂蒂作为神圣的皇家夫妻将人民与神相连接。 虽然阿肯那顿最初在卡纳克进行建设，但这座城市与其他埃及神祇的联系驱使他在阿玛纳专门为阿顿神建造了一座新的都城。 新城沿尼罗河东岸建立，并建造了作坊、宫殿、城郊和寺庙。 而阿顿神庙作为献与阿顿神的最大的神庙坐落在城市中心的北部，在这里，阿肯那顿建立起了对于日盘的崇拜。

## 图集

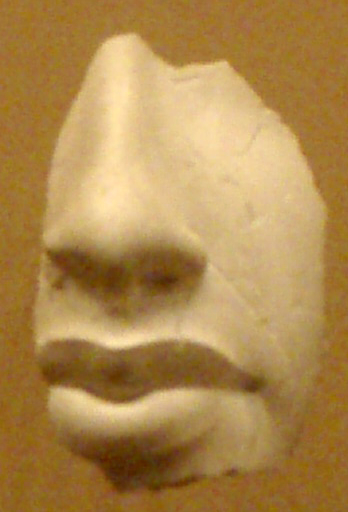
雕像面部残片
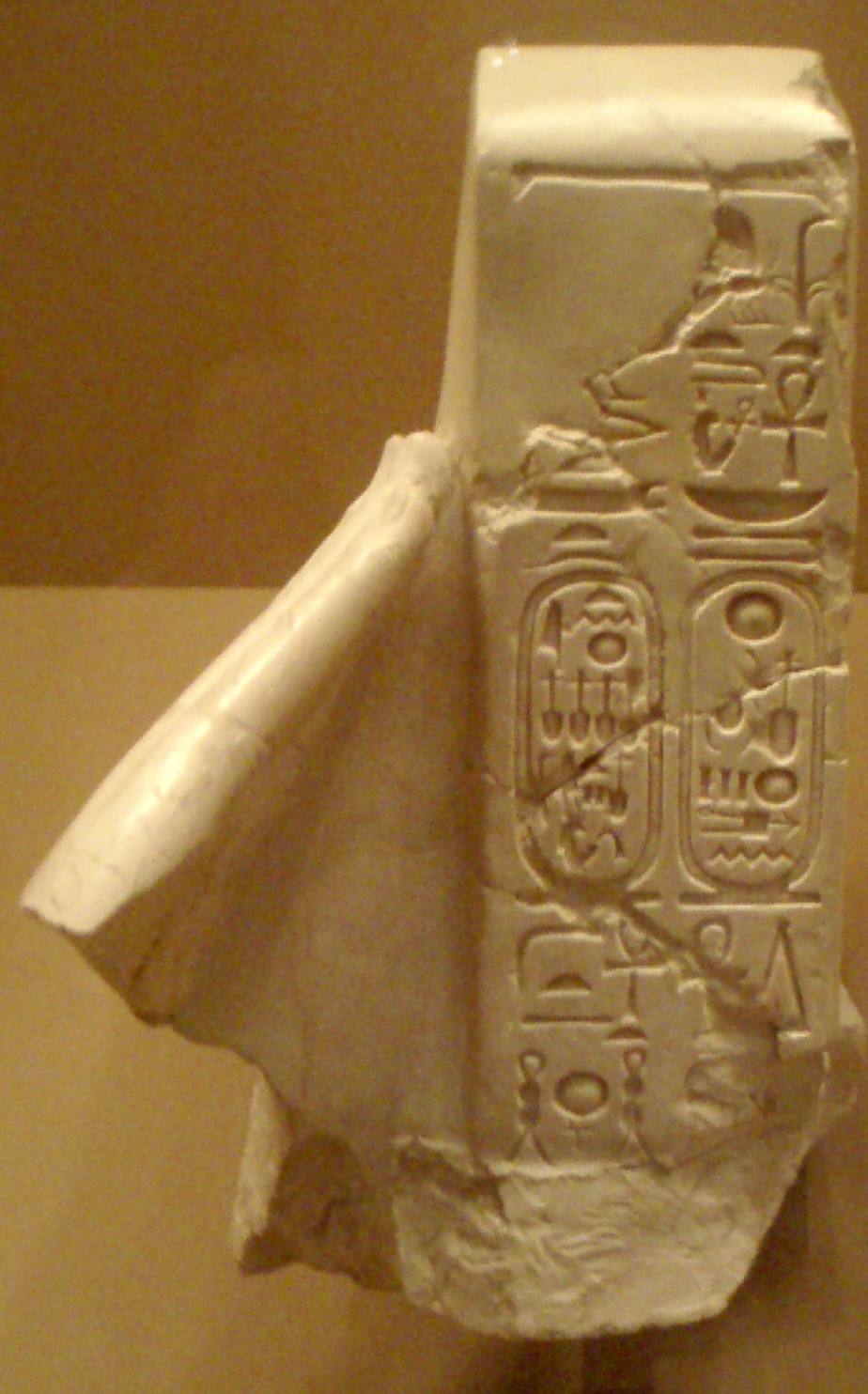
头戴白色王冠的法老雕像残片
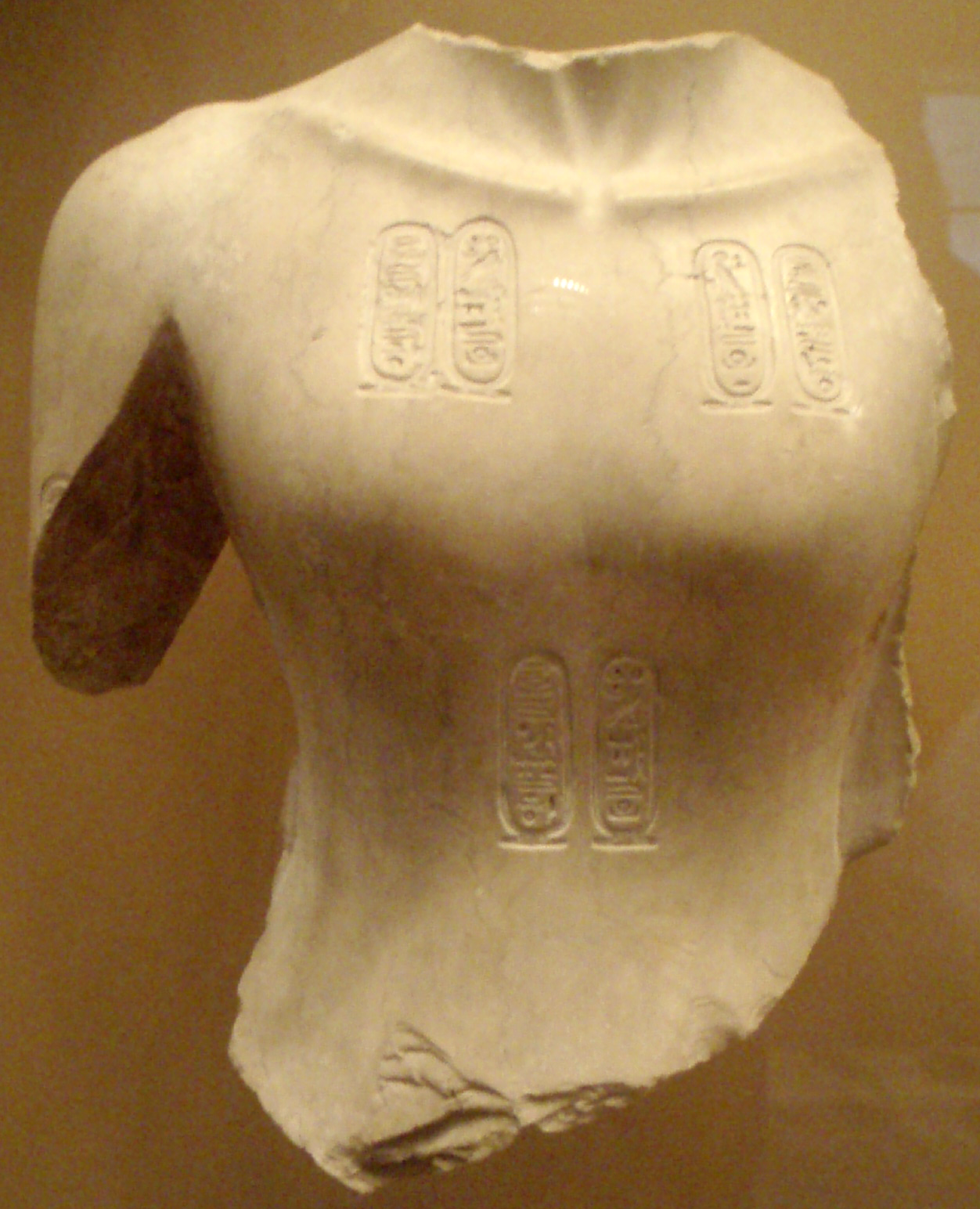
阿肯那顿法老的雕像残片
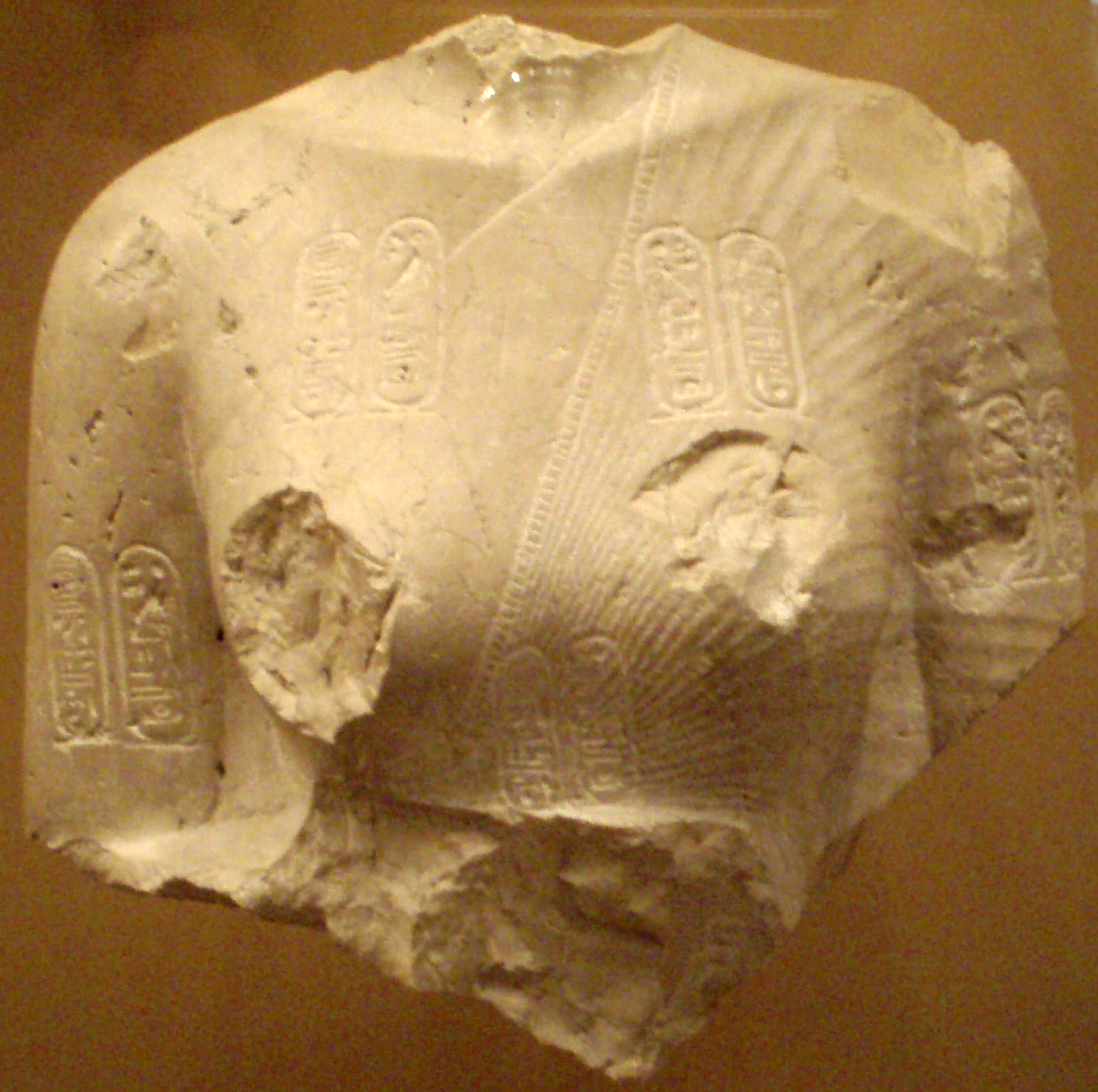
纳芙蒂蒂雕像的躯干残片